# Teilhardina
Teilhardina byl rod archaických primátů, který žil v období eocénu (zhruba před 56 až 47 miliony lety) v Evropě, Asii a Severní Americe. Předpokládá se, že na americký kontinent se dostal přes zemský most, který tehdy existoval v oblasti dnešního Beringova průlivu.
Podle rekonstrukcí se vzhledem i způsobem života podobal nártounům, dosahoval však pouze velikosti myši; jeho váha se odhaduje na 44 až 56 gramů. Stavbou chrupu se od pozdějších primátů odlišoval, ale druh Teilhardina brandti byl identifikován jako první živočich, u něhož se vyvinuly nehty.
Typovým druhem je Teilhardina belgica, jehož pozůstatky objevil v roce 1927 v Belgii francouzský kněz a paleontolog Pierre Teilhard de Chardin, podle něhož v roce 1940 George Gaylord Simpson nazval nově popsaný rod Teilhardina.

## Druhy
- † Teilhardina crassidens
- † Teilhardina belgica
- † Teilhardina americana
- † Teilhardina brandti
- † Teilhardina demissa
- † Teilhardina tenuicula
- † Teilhardina asiatica
- † Teilhardina magnoliana